# Jean-Frédéric Edelmann
Jean-Frédéric Edelmann (Estrasburg, Alsàcia, 1740 - París, 17 de juliol de 1794) fou un compositor francès. Era pare del pianista compositor que portava el seu mateix nom Jean-Frédéric.
Primerament es donà conèixer com a pianista, publicant diverses sonates per aquell instrument, a les que seguiren en el concert esperitual l'oratori Esther i la cantata La bergere lyrique. A l'Òpera de París el 1782 Le Feu, òpera en un acte, i Ariane dans l'ile de Naxos, també en un acte, que aconseguí un gran èxit, i que, sens dubte, és la seva millor obra. També és autor del ball espectacle Diane et l'Amour, estrenat el 1802.
Durant la Revolució tornà a Estrasburg, on prengué par en els esdeveniments d'aquell temps, pel que el tribunal revolucionari de París el cridà a la seva presència, el jutjà i el condemnà a mort, sent executat l'endemà junt amb un dels seus germans, el qual era comissionista d'instruments de música, establert a Estrasburg. Entre els seus alumnes va tenir en Méhul.